# Lev Il'ič Lošinskij
Lev Il'ič Lošinskij (in russo Лев Ильич Лошинский?; Varsavia, 17 gennaio 1913 – Mosca, 19 febbraio 1976) è stato un compositore di scacchi sovietico.
Ha pubblicato dal 1928 oltre 500 composizioni, di cui circa 300 assieme ad altri autori, ottenendo oltre 400 premiazioni, tra cui 166 primi premi. Ha composto soprattutto problemi diretti in due e tre mosse. È considerato uno dei più grandi specialisti del tre mosse.
Venne nominato dalla FIDE Arbitro Internazionale della composizione dall'istituzione del titolo (1956) e Grande Maestro della composizione dall'istituzione del titolo (1972).
Ha vinto 14 volte il campionato sovietico di composizione problemi. Dal 1958 al 1962 ha vinto diversi tornei FIDE di composizione problemi, nella sezione tre mosse.
La straordinaria inventiva abbinata ad un'altissima tecnica gli hanno permesso di rappresentare idee originali in forma artisticamente interessante. Ha dato notevoli contributi teorici anche al due mosse, ma il tre mosse era il suo campo preferito di attività. In questo genere di problemi riuscì a realizzare le composizioni più difficili in conformità ad alti standard estetici.
Il problemista inglese Robin Matthews, dopo la sua morte nel 1976, ha scritto di lui sulla rivista The Problemist: - « Loshinskij ha stabilito nuovi criteri per la profondità e il rigore logico, abbinati ad una costruzione perfetta ... la profondità dei temi e la virtuosità tecnica sono le caratteristiche distintive della sua opera ... Loshinskij ha elevato l'arte della composizione scacchistica ad altezze in precedenza mai raggiunte. »
Scrisse il libro Temi su giochi di cambio e miscellanea di problemi di scacchi (in russo), Mosca, 1951.
Una raccolta di suoi problemi assieme a quelli di Jan Hartong fu pubblicata  nel 1959 dal problemista olandese Meindert Niemeyer.
Di professione era un insegnante di matematica nelle scuole medie superiori di Mosca.

## Un problema di Lev Lošinskij
|   | a | b | c | d | e | f | g | h |   |
| 8 | b8 donna del bianco · g8 re del bianco · e7 pedone del nero · f7 pedone del nero · b6 pedone del nero · e6 torre del bianco · a5 torre del nero · b5 torre del nero · e5 pedone del bianco · g5 cavallo del bianco · c4 alfiere del nero · d4 pedone del bianco · e4 alfiere del bianco · f4 re del nero · g4 pedone del nero · h4 alfiere del bianco · c3 cavallo del bianco · f3 pedone del nero · d2 pedone del bianco | b8 donna del bianco · g8 re del bianco · e7 pedone del nero · f7 pedone del nero · b6 pedone del nero · e6 torre del bianco · a5 torre del nero · b5 torre del nero · e5 pedone del bianco · g5 cavallo del bianco · c4 alfiere del nero · d4 pedone del bianco · e4 alfiere del bianco · f4 re del nero · g4 pedone del nero · h4 alfiere del bianco · c3 cavallo del bianco · f3 pedone del nero · d2 pedone del bianco | b8 donna del bianco · g8 re del bianco · e7 pedone del nero · f7 pedone del nero · b6 pedone del nero · e6 torre del bianco · a5 torre del nero · b5 torre del nero · e5 pedone del bianco · g5 cavallo del bianco · c4 alfiere del nero · d4 pedone del bianco · e4 alfiere del bianco · f4 re del nero · g4 pedone del nero · h4 alfiere del bianco · c3 cavallo del bianco · f3 pedone del nero · d2 pedone del bianco | b8 donna del bianco · g8 re del bianco · e7 pedone del nero · f7 pedone del nero · b6 pedone del nero · e6 torre del bianco · a5 torre del nero · b5 torre del nero · e5 pedone del bianco · g5 cavallo del bianco · c4 alfiere del nero · d4 pedone del bianco · e4 alfiere del bianco · f4 re del nero · g4 pedone del nero · h4 alfiere del bianco · c3 cavallo del bianco · f3 pedone del nero · d2 pedone del bianco | b8 donna del bianco · g8 re del bianco · e7 pedone del nero · f7 pedone del nero · b6 pedone del nero · e6 torre del bianco · a5 torre del nero · b5 torre del nero · e5 pedone del bianco · g5 cavallo del bianco · c4 alfiere del nero · d4 pedone del bianco · e4 alfiere del bianco · f4 re del nero · g4 pedone del nero · h4 alfiere del bianco · c3 cavallo del bianco · f3 pedone del nero · d2 pedone del bianco | b8 donna del bianco · g8 re del bianco · e7 pedone del nero · f7 pedone del nero · b6 pedone del nero · e6 torre del bianco · a5 torre del nero · b5 torre del nero · e5 pedone del bianco · g5 cavallo del bianco · c4 alfiere del nero · d4 pedone del bianco · e4 alfiere del bianco · f4 re del nero · g4 pedone del nero · h4 alfiere del bianco · c3 cavallo del bianco · f3 pedone del nero · d2 pedone del bianco | b8 donna del bianco · g8 re del bianco · e7 pedone del nero · f7 pedone del nero · b6 pedone del nero · e6 torre del bianco · a5 torre del nero · b5 torre del nero · e5 pedone del bianco · g5 cavallo del bianco · c4 alfiere del nero · d4 pedone del bianco · e4 alfiere del bianco · f4 re del nero · g4 pedone del nero · h4 alfiere del bianco · c3 cavallo del bianco · f3 pedone del nero · d2 pedone del bianco | b8 donna del bianco · g8 re del bianco · e7 pedone del nero · f7 pedone del nero · b6 pedone del nero · e6 torre del bianco · a5 torre del nero · b5 torre del nero · e5 pedone del bianco · g5 cavallo del bianco · c4 alfiere del nero · d4 pedone del bianco · e4 alfiere del bianco · f4 re del nero · g4 pedone del nero · h4 alfiere del bianco · c3 cavallo del bianco · f3 pedone del nero · d2 pedone del bianco | 8 |
| 7 | b8 donna del bianco · g8 re del bianco · e7 pedone del nero · f7 pedone del nero · b6 pedone del nero · e6 torre del bianco · a5 torre del nero · b5 torre del nero · e5 pedone del bianco · g5 cavallo del bianco · c4 alfiere del nero · d4 pedone del bianco · e4 alfiere del bianco · f4 re del nero · g4 pedone del nero · h4 alfiere del bianco · c3 cavallo del bianco · f3 pedone del nero · d2 pedone del bianco | b8 donna del bianco · g8 re del bianco · e7 pedone del nero · f7 pedone del nero · b6 pedone del nero · e6 torre del bianco · a5 torre del nero · b5 torre del nero · e5 pedone del bianco · g5 cavallo del bianco · c4 alfiere del nero · d4 pedone del bianco · e4 alfiere del bianco · f4 re del nero · g4 pedone del nero · h4 alfiere del bianco · c3 cavallo del bianco · f3 pedone del nero · d2 pedone del bianco | b8 donna del bianco · g8 re del bianco · e7 pedone del nero · f7 pedone del nero · b6 pedone del nero · e6 torre del bianco · a5 torre del nero · b5 torre del nero · e5 pedone del bianco · g5 cavallo del bianco · c4 alfiere del nero · d4 pedone del bianco · e4 alfiere del bianco · f4 re del nero · g4 pedone del nero · h4 alfiere del bianco · c3 cavallo del bianco · f3 pedone del nero · d2 pedone del bianco | b8 donna del bianco · g8 re del bianco · e7 pedone del nero · f7 pedone del nero · b6 pedone del nero · e6 torre del bianco · a5 torre del nero · b5 torre del nero · e5 pedone del bianco · g5 cavallo del bianco · c4 alfiere del nero · d4 pedone del bianco · e4 alfiere del bianco · f4 re del nero · g4 pedone del nero · h4 alfiere del bianco · c3 cavallo del bianco · f3 pedone del nero · d2 pedone del bianco | b8 donna del bianco · g8 re del bianco · e7 pedone del nero · f7 pedone del nero · b6 pedone del nero · e6 torre del bianco · a5 torre del nero · b5 torre del nero · e5 pedone del bianco · g5 cavallo del bianco · c4 alfiere del nero · d4 pedone del bianco · e4 alfiere del bianco · f4 re del nero · g4 pedone del nero · h4 alfiere del bianco · c3 cavallo del bianco · f3 pedone del nero · d2 pedone del bianco | b8 donna del bianco · g8 re del bianco · e7 pedone del nero · f7 pedone del nero · b6 pedone del nero · e6 torre del bianco · a5 torre del nero · b5 torre del nero · e5 pedone del bianco · g5 cavallo del bianco · c4 alfiere del nero · d4 pedone del bianco · e4 alfiere del bianco · f4 re del nero · g4 pedone del nero · h4 alfiere del bianco · c3 cavallo del bianco · f3 pedone del nero · d2 pedone del bianco | b8 donna del bianco · g8 re del bianco · e7 pedone del nero · f7 pedone del nero · b6 pedone del nero · e6 torre del bianco · a5 torre del nero · b5 torre del nero · e5 pedone del bianco · g5 cavallo del bianco · c4 alfiere del nero · d4 pedone del bianco · e4 alfiere del bianco · f4 re del nero · g4 pedone del nero · h4 alfiere del bianco · c3 cavallo del bianco · f3 pedone del nero · d2 pedone del bianco | b8 donna del bianco · g8 re del bianco · e7 pedone del nero · f7 pedone del nero · b6 pedone del nero · e6 torre del bianco · a5 torre del nero · b5 torre del nero · e5 pedone del bianco · g5 cavallo del bianco · c4 alfiere del nero · d4 pedone del bianco · e4 alfiere del bianco · f4 re del nero · g4 pedone del nero · h4 alfiere del bianco · c3 cavallo del bianco · f3 pedone del nero · d2 pedone del bianco | 7 |
| 6 | b8 donna del bianco · g8 re del bianco · e7 pedone del nero · f7 pedone del nero · b6 pedone del nero · e6 torre del bianco · a5 torre del nero · b5 torre del nero · e5 pedone del bianco · g5 cavallo del bianco · c4 alfiere del nero · d4 pedone del bianco · e4 alfiere del bianco · f4 re del nero · g4 pedone del nero · h4 alfiere del bianco · c3 cavallo del bianco · f3 pedone del nero · d2 pedone del bianco | b8 donna del bianco · g8 re del bianco · e7 pedone del nero · f7 pedone del nero · b6 pedone del nero · e6 torre del bianco · a5 torre del nero · b5 torre del nero · e5 pedone del bianco · g5 cavallo del bianco · c4 alfiere del nero · d4 pedone del bianco · e4 alfiere del bianco · f4 re del nero · g4 pedone del nero · h4 alfiere del bianco · c3 cavallo del bianco · f3 pedone del nero · d2 pedone del bianco | b8 donna del bianco · g8 re del bianco · e7 pedone del nero · f7 pedone del nero · b6 pedone del nero · e6 torre del bianco · a5 torre del nero · b5 torre del nero · e5 pedone del bianco · g5 cavallo del bianco · c4 alfiere del nero · d4 pedone del bianco · e4 alfiere del bianco · f4 re del nero · g4 pedone del nero · h4 alfiere del bianco · c3 cavallo del bianco · f3 pedone del nero · d2 pedone del bianco | b8 donna del bianco · g8 re del bianco · e7 pedone del nero · f7 pedone del nero · b6 pedone del nero · e6 torre del bianco · a5 torre del nero · b5 torre del nero · e5 pedone del bianco · g5 cavallo del bianco · c4 alfiere del nero · d4 pedone del bianco · e4 alfiere del bianco · f4 re del nero · g4 pedone del nero · h4 alfiere del bianco · c3 cavallo del bianco · f3 pedone del nero · d2 pedone del bianco | b8 donna del bianco · g8 re del bianco · e7 pedone del nero · f7 pedone del nero · b6 pedone del nero · e6 torre del bianco · a5 torre del nero · b5 torre del nero · e5 pedone del bianco · g5 cavallo del bianco · c4 alfiere del nero · d4 pedone del bianco · e4 alfiere del bianco · f4 re del nero · g4 pedone del nero · h4 alfiere del bianco · c3 cavallo del bianco · f3 pedone del nero · d2 pedone del bianco | b8 donna del bianco · g8 re del bianco · e7 pedone del nero · f7 pedone del nero · b6 pedone del nero · e6 torre del bianco · a5 torre del nero · b5 torre del nero · e5 pedone del bianco · g5 cavallo del bianco · c4 alfiere del nero · d4 pedone del bianco · e4 alfiere del bianco · f4 re del nero · g4 pedone del nero · h4 alfiere del bianco · c3 cavallo del bianco · f3 pedone del nero · d2 pedone del bianco | b8 donna del bianco · g8 re del bianco · e7 pedone del nero · f7 pedone del nero · b6 pedone del nero · e6 torre del bianco · a5 torre del nero · b5 torre del nero · e5 pedone del bianco · g5 cavallo del bianco · c4 alfiere del nero · d4 pedone del bianco · e4 alfiere del bianco · f4 re del nero · g4 pedone del nero · h4 alfiere del bianco · c3 cavallo del bianco · f3 pedone del nero · d2 pedone del bianco | b8 donna del bianco · g8 re del bianco · e7 pedone del nero · f7 pedone del nero · b6 pedone del nero · e6 torre del bianco · a5 torre del nero · b5 torre del nero · e5 pedone del bianco · g5 cavallo del bianco · c4 alfiere del nero · d4 pedone del bianco · e4 alfiere del bianco · f4 re del nero · g4 pedone del nero · h4 alfiere del bianco · c3 cavallo del bianco · f3 pedone del nero · d2 pedone del bianco | 6 |
| 5 | b8 donna del bianco · g8 re del bianco · e7 pedone del nero · f7 pedone del nero · b6 pedone del nero · e6 torre del bianco · a5 torre del nero · b5 torre del nero · e5 pedone del bianco · g5 cavallo del bianco · c4 alfiere del nero · d4 pedone del bianco · e4 alfiere del bianco · f4 re del nero · g4 pedone del nero · h4 alfiere del bianco · c3 cavallo del bianco · f3 pedone del nero · d2 pedone del bianco | b8 donna del bianco · g8 re del bianco · e7 pedone del nero · f7 pedone del nero · b6 pedone del nero · e6 torre del bianco · a5 torre del nero · b5 torre del nero · e5 pedone del bianco · g5 cavallo del bianco · c4 alfiere del nero · d4 pedone del bianco · e4 alfiere del bianco · f4 re del nero · g4 pedone del nero · h4 alfiere del bianco · c3 cavallo del bianco · f3 pedone del nero · d2 pedone del bianco | b8 donna del bianco · g8 re del bianco · e7 pedone del nero · f7 pedone del nero · b6 pedone del nero · e6 torre del bianco · a5 torre del nero · b5 torre del nero · e5 pedone del bianco · g5 cavallo del bianco · c4 alfiere del nero · d4 pedone del bianco · e4 alfiere del bianco · f4 re del nero · g4 pedone del nero · h4 alfiere del bianco · c3 cavallo del bianco · f3 pedone del nero · d2 pedone del bianco | b8 donna del bianco · g8 re del bianco · e7 pedone del nero · f7 pedone del nero · b6 pedone del nero · e6 torre del bianco · a5 torre del nero · b5 torre del nero · e5 pedone del bianco · g5 cavallo del bianco · c4 alfiere del nero · d4 pedone del bianco · e4 alfiere del bianco · f4 re del nero · g4 pedone del nero · h4 alfiere del bianco · c3 cavallo del bianco · f3 pedone del nero · d2 pedone del bianco | b8 donna del bianco · g8 re del bianco · e7 pedone del nero · f7 pedone del nero · b6 pedone del nero · e6 torre del bianco · a5 torre del nero · b5 torre del nero · e5 pedone del bianco · g5 cavallo del bianco · c4 alfiere del nero · d4 pedone del bianco · e4 alfiere del bianco · f4 re del nero · g4 pedone del nero · h4 alfiere del bianco · c3 cavallo del bianco · f3 pedone del nero · d2 pedone del bianco | b8 donna del bianco · g8 re del bianco · e7 pedone del nero · f7 pedone del nero · b6 pedone del nero · e6 torre del bianco · a5 torre del nero · b5 torre del nero · e5 pedone del bianco · g5 cavallo del bianco · c4 alfiere del nero · d4 pedone del bianco · e4 alfiere del bianco · f4 re del nero · g4 pedone del nero · h4 alfiere del bianco · c3 cavallo del bianco · f3 pedone del nero · d2 pedone del bianco | b8 donna del bianco · g8 re del bianco · e7 pedone del nero · f7 pedone del nero · b6 pedone del nero · e6 torre del bianco · a5 torre del nero · b5 torre del nero · e5 pedone del bianco · g5 cavallo del bianco · c4 alfiere del nero · d4 pedone del bianco · e4 alfiere del bianco · f4 re del nero · g4 pedone del nero · h4 alfiere del bianco · c3 cavallo del bianco · f3 pedone del nero · d2 pedone del bianco | b8 donna del bianco · g8 re del bianco · e7 pedone del nero · f7 pedone del nero · b6 pedone del nero · e6 torre del bianco · a5 torre del nero · b5 torre del nero · e5 pedone del bianco · g5 cavallo del bianco · c4 alfiere del nero · d4 pedone del bianco · e4 alfiere del bianco · f4 re del nero · g4 pedone del nero · h4 alfiere del bianco · c3 cavallo del bianco · f3 pedone del nero · d2 pedone del bianco | 5 |
| 4 | b8 donna del bianco · g8 re del bianco · e7 pedone del nero · f7 pedone del nero · b6 pedone del nero · e6 torre del bianco · a5 torre del nero · b5 torre del nero · e5 pedone del bianco · g5 cavallo del bianco · c4 alfiere del nero · d4 pedone del bianco · e4 alfiere del bianco · f4 re del nero · g4 pedone del nero · h4 alfiere del bianco · c3 cavallo del bianco · f3 pedone del nero · d2 pedone del bianco | b8 donna del bianco · g8 re del bianco · e7 pedone del nero · f7 pedone del nero · b6 pedone del nero · e6 torre del bianco · a5 torre del nero · b5 torre del nero · e5 pedone del bianco · g5 cavallo del bianco · c4 alfiere del nero · d4 pedone del bianco · e4 alfiere del bianco · f4 re del nero · g4 pedone del nero · h4 alfiere del bianco · c3 cavallo del bianco · f3 pedone del nero · d2 pedone del bianco | b8 donna del bianco · g8 re del bianco · e7 pedone del nero · f7 pedone del nero · b6 pedone del nero · e6 torre del bianco · a5 torre del nero · b5 torre del nero · e5 pedone del bianco · g5 cavallo del bianco · c4 alfiere del nero · d4 pedone del bianco · e4 alfiere del bianco · f4 re del nero · g4 pedone del nero · h4 alfiere del bianco · c3 cavallo del bianco · f3 pedone del nero · d2 pedone del bianco | b8 donna del bianco · g8 re del bianco · e7 pedone del nero · f7 pedone del nero · b6 pedone del nero · e6 torre del bianco · a5 torre del nero · b5 torre del nero · e5 pedone del bianco · g5 cavallo del bianco · c4 alfiere del nero · d4 pedone del bianco · e4 alfiere del bianco · f4 re del nero · g4 pedone del nero · h4 alfiere del bianco · c3 cavallo del bianco · f3 pedone del nero · d2 pedone del bianco | b8 donna del bianco · g8 re del bianco · e7 pedone del nero · f7 pedone del nero · b6 pedone del nero · e6 torre del bianco · a5 torre del nero · b5 torre del nero · e5 pedone del bianco · g5 cavallo del bianco · c4 alfiere del nero · d4 pedone del bianco · e4 alfiere del bianco · f4 re del nero · g4 pedone del nero · h4 alfiere del bianco · c3 cavallo del bianco · f3 pedone del nero · d2 pedone del bianco | b8 donna del bianco · g8 re del bianco · e7 pedone del nero · f7 pedone del nero · b6 pedone del nero · e6 torre del bianco · a5 torre del nero · b5 torre del nero · e5 pedone del bianco · g5 cavallo del bianco · c4 alfiere del nero · d4 pedone del bianco · e4 alfiere del bianco · f4 re del nero · g4 pedone del nero · h4 alfiere del bianco · c3 cavallo del bianco · f3 pedone del nero · d2 pedone del bianco | b8 donna del bianco · g8 re del bianco · e7 pedone del nero · f7 pedone del nero · b6 pedone del nero · e6 torre del bianco · a5 torre del nero · b5 torre del nero · e5 pedone del bianco · g5 cavallo del bianco · c4 alfiere del nero · d4 pedone del bianco · e4 alfiere del bianco · f4 re del nero · g4 pedone del nero · h4 alfiere del bianco · c3 cavallo del bianco · f3 pedone del nero · d2 pedone del bianco | b8 donna del bianco · g8 re del bianco · e7 pedone del nero · f7 pedone del nero · b6 pedone del nero · e6 torre del bianco · a5 torre del nero · b5 torre del nero · e5 pedone del bianco · g5 cavallo del bianco · c4 alfiere del nero · d4 pedone del bianco · e4 alfiere del bianco · f4 re del nero · g4 pedone del nero · h4 alfiere del bianco · c3 cavallo del bianco · f3 pedone del nero · d2 pedone del bianco | 4 |
| 3 | b8 donna del bianco · g8 re del bianco · e7 pedone del nero · f7 pedone del nero · b6 pedone del nero · e6 torre del bianco · a5 torre del nero · b5 torre del nero · e5 pedone del bianco · g5 cavallo del bianco · c4 alfiere del nero · d4 pedone del bianco · e4 alfiere del bianco · f4 re del nero · g4 pedone del nero · h4 alfiere del bianco · c3 cavallo del bianco · f3 pedone del nero · d2 pedone del bianco | b8 donna del bianco · g8 re del bianco · e7 pedone del nero · f7 pedone del nero · b6 pedone del nero · e6 torre del bianco · a5 torre del nero · b5 torre del nero · e5 pedone del bianco · g5 cavallo del bianco · c4 alfiere del nero · d4 pedone del bianco · e4 alfiere del bianco · f4 re del nero · g4 pedone del nero · h4 alfiere del bianco · c3 cavallo del bianco · f3 pedone del nero · d2 pedone del bianco | b8 donna del bianco · g8 re del bianco · e7 pedone del nero · f7 pedone del nero · b6 pedone del nero · e6 torre del bianco · a5 torre del nero · b5 torre del nero · e5 pedone del bianco · g5 cavallo del bianco · c4 alfiere del nero · d4 pedone del bianco · e4 alfiere del bianco · f4 re del nero · g4 pedone del nero · h4 alfiere del bianco · c3 cavallo del bianco · f3 pedone del nero · d2 pedone del bianco | b8 donna del bianco · g8 re del bianco · e7 pedone del nero · f7 pedone del nero · b6 pedone del nero · e6 torre del bianco · a5 torre del nero · b5 torre del nero · e5 pedone del bianco · g5 cavallo del bianco · c4 alfiere del nero · d4 pedone del bianco · e4 alfiere del bianco · f4 re del nero · g4 pedone del nero · h4 alfiere del bianco · c3 cavallo del bianco · f3 pedone del nero · d2 pedone del bianco | b8 donna del bianco · g8 re del bianco · e7 pedone del nero · f7 pedone del nero · b6 pedone del nero · e6 torre del bianco · a5 torre del nero · b5 torre del nero · e5 pedone del bianco · g5 cavallo del bianco · c4 alfiere del nero · d4 pedone del bianco · e4 alfiere del bianco · f4 re del nero · g4 pedone del nero · h4 alfiere del bianco · c3 cavallo del bianco · f3 pedone del nero · d2 pedone del bianco | b8 donna del bianco · g8 re del bianco · e7 pedone del nero · f7 pedone del nero · b6 pedone del nero · e6 torre del bianco · a5 torre del nero · b5 torre del nero · e5 pedone del bianco · g5 cavallo del bianco · c4 alfiere del nero · d4 pedone del bianco · e4 alfiere del bianco · f4 re del nero · g4 pedone del nero · h4 alfiere del bianco · c3 cavallo del bianco · f3 pedone del nero · d2 pedone del bianco | b8 donna del bianco · g8 re del bianco · e7 pedone del nero · f7 pedone del nero · b6 pedone del nero · e6 torre del bianco · a5 torre del nero · b5 torre del nero · e5 pedone del bianco · g5 cavallo del bianco · c4 alfiere del nero · d4 pedone del bianco · e4 alfiere del bianco · f4 re del nero · g4 pedone del nero · h4 alfiere del bianco · c3 cavallo del bianco · f3 pedone del nero · d2 pedone del bianco | b8 donna del bianco · g8 re del bianco · e7 pedone del nero · f7 pedone del nero · b6 pedone del nero · e6 torre del bianco · a5 torre del nero · b5 torre del nero · e5 pedone del bianco · g5 cavallo del bianco · c4 alfiere del nero · d4 pedone del bianco · e4 alfiere del bianco · f4 re del nero · g4 pedone del nero · h4 alfiere del bianco · c3 cavallo del bianco · f3 pedone del nero · d2 pedone del bianco | 3 |
| 2 | b8 donna del bianco · g8 re del bianco · e7 pedone del nero · f7 pedone del nero · b6 pedone del nero · e6 torre del bianco · a5 torre del nero · b5 torre del nero · e5 pedone del bianco · g5 cavallo del bianco · c4 alfiere del nero · d4 pedone del bianco · e4 alfiere del bianco · f4 re del nero · g4 pedone del nero · h4 alfiere del bianco · c3 cavallo del bianco · f3 pedone del nero · d2 pedone del bianco | b8 donna del bianco · g8 re del bianco · e7 pedone del nero · f7 pedone del nero · b6 pedone del nero · e6 torre del bianco · a5 torre del nero · b5 torre del nero · e5 pedone del bianco · g5 cavallo del bianco · c4 alfiere del nero · d4 pedone del bianco · e4 alfiere del bianco · f4 re del nero · g4 pedone del nero · h4 alfiere del bianco · c3 cavallo del bianco · f3 pedone del nero · d2 pedone del bianco | b8 donna del bianco · g8 re del bianco · e7 pedone del nero · f7 pedone del nero · b6 pedone del nero · e6 torre del bianco · a5 torre del nero · b5 torre del nero · e5 pedone del bianco · g5 cavallo del bianco · c4 alfiere del nero · d4 pedone del bianco · e4 alfiere del bianco · f4 re del nero · g4 pedone del nero · h4 alfiere del bianco · c3 cavallo del bianco · f3 pedone del nero · d2 pedone del bianco | b8 donna del bianco · g8 re del bianco · e7 pedone del nero · f7 pedone del nero · b6 pedone del nero · e6 torre del bianco · a5 torre del nero · b5 torre del nero · e5 pedone del bianco · g5 cavallo del bianco · c4 alfiere del nero · d4 pedone del bianco · e4 alfiere del bianco · f4 re del nero · g4 pedone del nero · h4 alfiere del bianco · c3 cavallo del bianco · f3 pedone del nero · d2 pedone del bianco | b8 donna del bianco · g8 re del bianco · e7 pedone del nero · f7 pedone del nero · b6 pedone del nero · e6 torre del bianco · a5 torre del nero · b5 torre del nero · e5 pedone del bianco · g5 cavallo del bianco · c4 alfiere del nero · d4 pedone del bianco · e4 alfiere del bianco · f4 re del nero · g4 pedone del nero · h4 alfiere del bianco · c3 cavallo del bianco · f3 pedone del nero · d2 pedone del bianco | b8 donna del bianco · g8 re del bianco · e7 pedone del nero · f7 pedone del nero · b6 pedone del nero · e6 torre del bianco · a5 torre del nero · b5 torre del nero · e5 pedone del bianco · g5 cavallo del bianco · c4 alfiere del nero · d4 pedone del bianco · e4 alfiere del bianco · f4 re del nero · g4 pedone del nero · h4 alfiere del bianco · c3 cavallo del bianco · f3 pedone del nero · d2 pedone del bianco | b8 donna del bianco · g8 re del bianco · e7 pedone del nero · f7 pedone del nero · b6 pedone del nero · e6 torre del bianco · a5 torre del nero · b5 torre del nero · e5 pedone del bianco · g5 cavallo del bianco · c4 alfiere del nero · d4 pedone del bianco · e4 alfiere del bianco · f4 re del nero · g4 pedone del nero · h4 alfiere del bianco · c3 cavallo del bianco · f3 pedone del nero · d2 pedone del bianco | b8 donna del bianco · g8 re del bianco · e7 pedone del nero · f7 pedone del nero · b6 pedone del nero · e6 torre del bianco · a5 torre del nero · b5 torre del nero · e5 pedone del bianco · g5 cavallo del bianco · c4 alfiere del nero · d4 pedone del bianco · e4 alfiere del bianco · f4 re del nero · g4 pedone del nero · h4 alfiere del bianco · c3 cavallo del bianco · f3 pedone del nero · d2 pedone del bianco | 2 |
| 1 | b8 donna del bianco · g8 re del bianco · e7 pedone del nero · f7 pedone del nero · b6 pedone del nero · e6 torre del bianco · a5 torre del nero · b5 torre del nero · e5 pedone del bianco · g5 cavallo del bianco · c4 alfiere del nero · d4 pedone del bianco · e4 alfiere del bianco · f4 re del nero · g4 pedone del nero · h4 alfiere del bianco · c3 cavallo del bianco · f3 pedone del nero · d2 pedone del bianco | b8 donna del bianco · g8 re del bianco · e7 pedone del nero · f7 pedone del nero · b6 pedone del nero · e6 torre del bianco · a5 torre del nero · b5 torre del nero · e5 pedone del bianco · g5 cavallo del bianco · c4 alfiere del nero · d4 pedone del bianco · e4 alfiere del bianco · f4 re del nero · g4 pedone del nero · h4 alfiere del bianco · c3 cavallo del bianco · f3 pedone del nero · d2 pedone del bianco | b8 donna del bianco · g8 re del bianco · e7 pedone del nero · f7 pedone del nero · b6 pedone del nero · e6 torre del bianco · a5 torre del nero · b5 torre del nero · e5 pedone del bianco · g5 cavallo del bianco · c4 alfiere del nero · d4 pedone del bianco · e4 alfiere del bianco · f4 re del nero · g4 pedone del nero · h4 alfiere del bianco · c3 cavallo del bianco · f3 pedone del nero · d2 pedone del bianco | b8 donna del bianco · g8 re del bianco · e7 pedone del nero · f7 pedone del nero · b6 pedone del nero · e6 torre del bianco · a5 torre del nero · b5 torre del nero · e5 pedone del bianco · g5 cavallo del bianco · c4 alfiere del nero · d4 pedone del bianco · e4 alfiere del bianco · f4 re del nero · g4 pedone del nero · h4 alfiere del bianco · c3 cavallo del bianco · f3 pedone del nero · d2 pedone del bianco | b8 donna del bianco · g8 re del bianco · e7 pedone del nero · f7 pedone del nero · b6 pedone del nero · e6 torre del bianco · a5 torre del nero · b5 torre del nero · e5 pedone del bianco · g5 cavallo del bianco · c4 alfiere del nero · d4 pedone del bianco · e4 alfiere del bianco · f4 re del nero · g4 pedone del nero · h4 alfiere del bianco · c3 cavallo del bianco · f3 pedone del nero · d2 pedone del bianco | b8 donna del bianco · g8 re del bianco · e7 pedone del nero · f7 pedone del nero · b6 pedone del nero · e6 torre del bianco · a5 torre del nero · b5 torre del nero · e5 pedone del bianco · g5 cavallo del bianco · c4 alfiere del nero · d4 pedone del bianco · e4 alfiere del bianco · f4 re del nero · g4 pedone del nero · h4 alfiere del bianco · c3 cavallo del bianco · f3 pedone del nero · d2 pedone del bianco | b8 donna del bianco · g8 re del bianco · e7 pedone del nero · f7 pedone del nero · b6 pedone del nero · e6 torre del bianco · a5 torre del nero · b5 torre del nero · e5 pedone del bianco · g5 cavallo del bianco · c4 alfiere del nero · d4 pedone del bianco · e4 alfiere del bianco · f4 re del nero · g4 pedone del nero · h4 alfiere del bianco · c3 cavallo del bianco · f3 pedone del nero · d2 pedone del bianco | b8 donna del bianco · g8 re del bianco · e7 pedone del nero · f7 pedone del nero · b6 pedone del nero · e6 torre del bianco · a5 torre del nero · b5 torre del nero · e5 pedone del bianco · g5 cavallo del bianco · c4 alfiere del nero · d4 pedone del bianco · e4 alfiere del bianco · f4 re del nero · g4 pedone del nero · h4 alfiere del bianco · c3 cavallo del bianco · f3 pedone del nero · d2 pedone del bianco | 1 |
|   | a | b | c | d | e | f | g | h |   |

Soluzione:
Il problema realizza un triplice tema Novotny.

1. Tg6 ! (minaccia 2. Ch3+ ! e 3. Ag3 matto)

a) 1. ... fxg6+  2. Cd5+ ! Txd5  3. Df8 # (2. ... Axd5+ 3. e6 matto)

non risolve 2. d5? g3!

b) 1. ...f6  2. d5! Txd5  3. Ce6 # (2. ... Axd5+ 3. e6 #)

se 2. Cd5+? Txd5 3. Ce6+ Rxe4

c) 1. ... f5  2. Ad5! Txd5  3. Ce6 # (2. ... Axd5 3. e6 #)